# Cara Theobold
Cara Louise Theobold (* 8. Januar 1990 in Harrogate) ist eine britische Schauspielerin. Bekannt wurde sie durch die Rolle Ivy Stuart in Downton Abbey. Sie spricht außerdem die Figur Tracer im Videospiel Overwatch.

## Leben und Karriere
Theobold besuchte die Outwood Grange Academy und studierte an der Guildhall School of Music and Drama. In ihrem letzten Jahr an der Schauspielschule 2011 sprach sie für die Rolle Ivy Stuart in Downton Abbey vor, die sie auch erhielt. Damit sie ab Ostern für die Serie drehen konnte, wurde ihr erlaubt, ihr finales Schuljahr früher als ihre Mitschüler abzuschließen. Mit ihrer Rolle, die zur vierten Staffel von einer Neben- und einer Hauptrolle aufstieg, war sie Teil des Ensemblecasts, der bei den Screen Actors Guild Awards 2015 als Bestes Schauspielensemble in einer Dramaserie ausgezeichnet wurde. Nach einigen kleineren Gastrollen erlangte sie 2015 Serien-Hauptrollen in der dritten Staffel von The Syndicate, in Together und dem Fernsehfilm Harry Price Ghosthunter. 2016 spielte sie in Crazyhead neben Susan Wokoma. Seit 2017 ist sie in Absentia zu sehen. 2019 drehte sie für den Film Around the Sun neben Gethin Anthony und für die Serie Zomboat! neben Leah Brotherhead.
Seit 2016 ist sie die Synchronsprecherin der Figur Tracer aus dem Videospiel Overwatch, die auch 2016 in dem Spiel Heroes of the Storm und 2018 in dem Film Ready Player One erschien. Für ihre Leistung mit der Rolle war sie 2017 bei den Behind the Voice Actors Awards nominiert.

## Filmografie
- 2012–2013: Downton Abbey (Fernsehserie, 15 Episoden)
- 2014: Lovesick (Fernsehserie, Episode 1x03)
- 2015: Last Tango in Halifax (Fernsehserie, 2 Episoden)
- 2015: The Syndicate (Fernsehserie, 6 Episoden)
- 2015: Together (Fernsehserie, 6 Episoden)
- 2015: Harry Price: Ghost Hunter (Fernsehfilm)
- 2016: Overwatch: Alive (Kurzfilm)
- 2016: Overwatch: Recall (Kurzfilm)
- 2016: Zombie Spring Breakers
- 2016: Crazyhead (Fernsehserie, 6 Episoden)
- 2017: King’s Row Uprising Origin Story (Kurzfilm)
- 2017: Doomfist Origin Story (Kurzfilm)
- 2017–2020: Absentia (Fernsehserie, 22 Episoden)
- 2018: Kiri (Fernsehserie, 2 Episoden)
- 2018: Ready Player One (Film)
- 2019: Manhunt (Fernsehserie, Episode 1x03)
- 2019: Flack (Fernsehserie, Episode 1x04)
- 2019: Around the Sun
- 2019: Zero Hour (Kurzfilm)
- 2019: Zomboat! (Fernsehserie, 6 Episoden)
- 2021: Promises
- 2023: Death in Paradise (Fernsehserie, 1 Episode)
- 2023: The Long Shadow (Miniserie, 1 Episode)

Videospiele
- 2016: Heroes of the Storm
- 2016: Overwatch
- 2022: Elden Ring
- 2022: Diablo Immortal
- 2022: Overwatch 2
- 2022: World of Warcraft: Dragonflight
- 2023: Diablo IV